# Gà Ancona

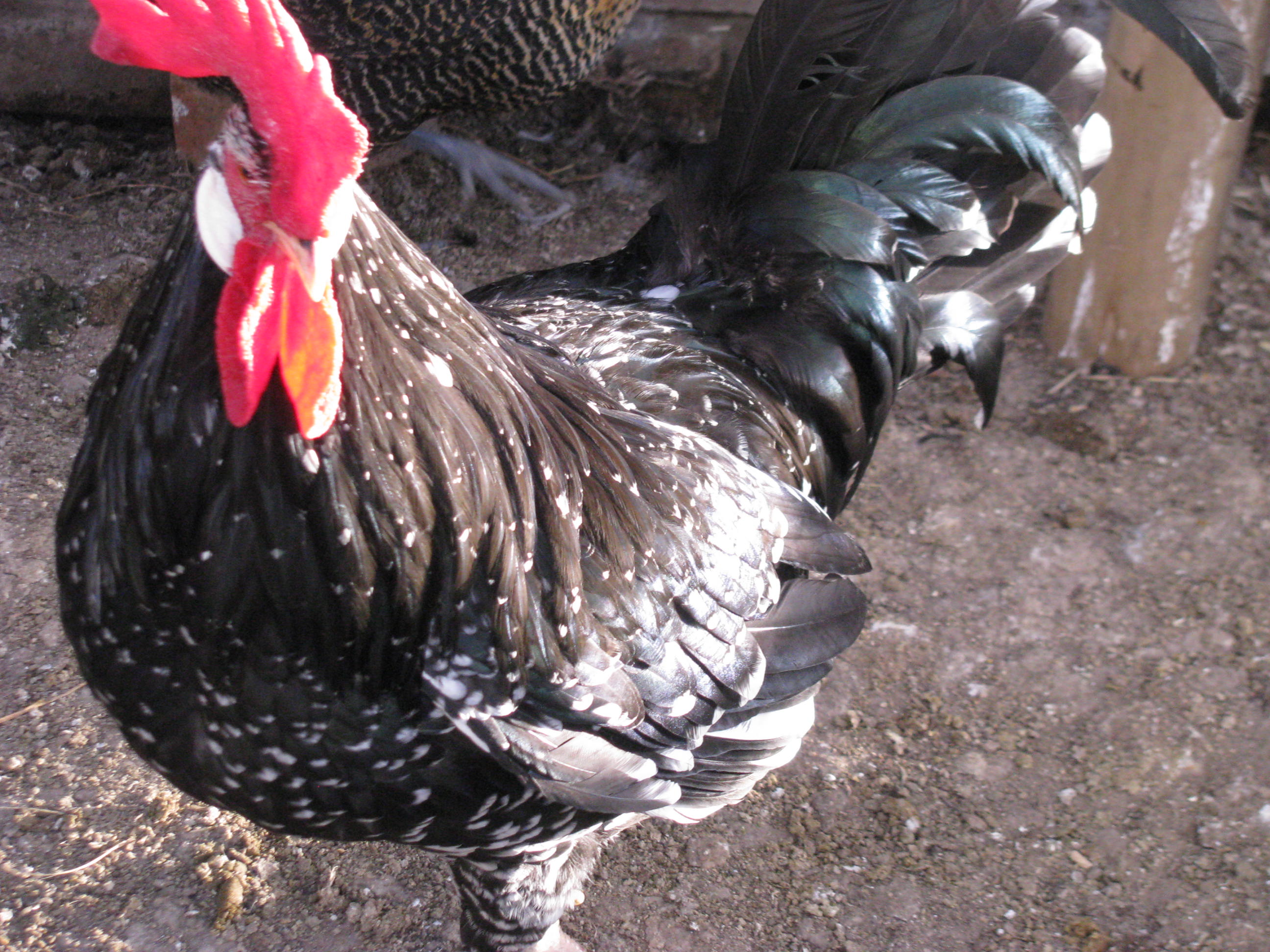
Một con gà trống giống Ancona.

Gà Ancona là giống gà có nguồn gốc vùng Marche, Italia. Giống hiện đại được lai tạo ở UK vào thế kỷ 19. Tên giống gà được đặt theo tên thành phố Ancona. Giống gà này nhập khẩu vào Anh lần đầu năm 1851 và vào Mỹ lần đầu năm 1888. Gà Ancona được nuôi chủ yếu để lấy trứng.
Nguồn gốc: Italy
Sử dụng: gà cảnh
Tiện ích: trứng. Trứng: 200-270 trắng / kem.
Trọng lượng: Mái: 570 - 680g, Trống: 510 - 620g.
Màu: Beetle xanh mặt đất nghiêng với màu trắng.
Hữu ích cần biết: Một lớp tốt mà là một hoạt động kiếm ăn. Giống như Leghorn, lược lớn có thể bị tê cóng.
Gà Ancona lấy tên từ tiếng Ý Thành phố phía đông của Ancona. Có một số 
quan điểm về nguồn gốc của Ancona, một số tin rằng nó là rất tương tự 
như với bản gốc đốm Leghorn và rằng trong thực tế nó là không khác nhiều
giống gà Leghorn, tuy nhiên, nó vẫn còn là một giống riêng biệt và có 
kiểu đặc trưng riêng của mình. Hiện đã có một màu xanh đốm Ancona phát 
triển ở Đức và Hà Lan.
Về vẻ đẹp tuyệt đối, giống gà Ancona là một trong những đáng chú ý nhất 
của giống gia cầm. Nó có nguồn gốc, có lẽ khá rõ ràng là từ các tỉnh của
Ý Ancona từ nơi mà các phiên bản gốc Anh được nhập khẩu vào năm 1851.
Giống gà Anconas hiếm khi đi trầm tư, chúng kiếm thức ăn và đẻ tốt. 
Trứng của chúng có màu trắng và có kích thước tốt. Chúng là một giống gà
có sức đề kháng tốt.